# Les Mutants de la Saint-Sylvestre
Pour plus de détails, voir Fiche technique et Distribution.
Les Mutants de la Saint-Sylvestre ou Réveillon sanglant (Bloody New Year) est un film de science-fiction et d'épouvante britannique de Norman J. Warren sorti en 1987.

## Synopsis
Un paisible jour d'été des années 1980, six adolescents décident de faire une virée dans une fête foraine en bord de mer. Tout se passe bien jusqu'à ce que l'une des filles soit prise pour cible par deux voyous sur un manège avec la complicité du propriétaire forain. Ces derniers font tourner le manège de plus en plus vite et refusent de le stopper malgré les cris de la victime. Les jeunes gens finissent par venir à son secours, mais les agresseurs veulent en découdre. Après une bagarre, les ados s'enfuient vers la côte puis en bateau. Arrivé à proximité d'une petite île, le bateau prend l'eau et ils sont obligés de gagner l’île qu'ils commencent à explorer. Ils découvrent un hôtel, y pénètrent et remarquent tout est prêt pour le réveillon de Noël ainsi que pour le nouvel an de 1960. Continuant leur exploration, ils découvrent tout un environnement datant de la fin des années 1950 comme si le temps s'était arrêté à cette date dans cette île. Bientôt des événements bizarres vont se succéder, des objets vont se déplacer, des gens vont apparaître dans des miroirs alors qu'ils ne sont nulle part... Puis l’atmosphère va devenir de plus en plus violente avec le premier meurtre de l'un des jeunes gens, une des jeunes filles sera transformée en zombie... Les survivants tentent de s'organiser mais ne peuvent quitter l'île et sont sans cesse attaqués. on apprendra vers la fin qu'un avion ayant à son bord un appareil pouvant créer des distorsions temporelles s'est écrasé dans l'île pendant le réveillon de Noël en 1959...

## Fiche technique
- Titre : Les Mutants de la Saint-Sylvestre  ou Réveillon sanglant
- Titre original : Bloody New Year
- Réalisation : Norman J. Warren
- Scénario : Frazer Pearce, Hayden Pearce et Norman J. Warren
- Musique : Nick Magnus
- Photographie : John Shann
- Montage : Carl Thomson
- Production : Hayden Pearce
- Société de production : Lazer Entertainment et Cinema and Theatre Seating
- Pays :  Royaume-Uni
- Genre : Horreur, science-fiction
- Durée : 90 minutes
- Dates de sortie : 
  -  France : 11 mai 1987 (Festival de Cannes)
- Interdit aux moins de 12 ans

## Distribution
- Suzy Aitchison :	Lesley
- Nikki Brooks :	Janet
- Colin Heywood : 	Spud
- Mark Powley : 	Rick
- Catherine Roman :	Carol
- Julian Ronnie :	Tom
- Steve Emerson :	Dad
- Steve Wilsher :	Ace